# Raymond Jordan

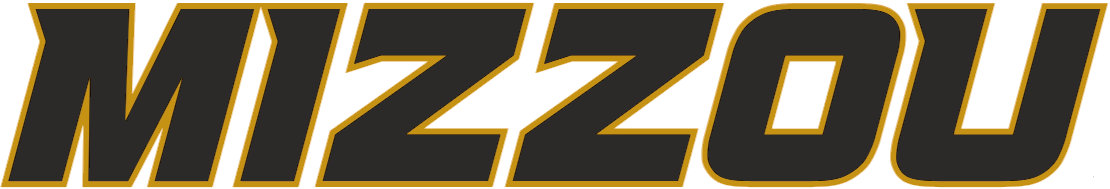
Zawodnik Missouri Tigers

Raymond Jordan (ur. 24 maja 1986) – amerykański zapaśnik w stylu wolnym. Złoty medalista mistrzostw panamerykańskich w 2012 roku.
Zawodnik New Bern High School z New Bern i University of Missouri. Dwa razy All-American (2008, 2009) w NCAA Division I, trzeci w 2009, piąty w 2008 roku.